# De Allerslimste Mens ter Wereld 2022
De Allerslimste Mens ter Wereld 2022 is het twintigste seizoen van de Belgische televisiequiz De Slimste Mens ter Wereld, uitgezonden op de Vlaamse commerciële zender Play4. De quiz wordt gepresenteerd door Erik Van Looy. De quiz werd gewonnen door Danira Boukhriss. Zij bleef net als de winnaar van de vorige editie Bert Kruismans ongeslagen.

## Kandidaten
In deze speciale editie van de quiz komen enkel de beste spelers van de voorbije tien jaar aan bod. Geen enkele voormalige winnaar van de Slimste Mens ter Wereld heeft zich kunnen plaatsen voor de finaleweken.
Bart Cannaerts verbeterde de beste Allerslimste Mens-prestatie van Eva Brems met maar liefst zes afleveringen. Hierdoor is hij ook de kandidaat met de meeste deelnames over alle seizoenen heen.
In de laatste aflevering van het reguliere seizoen speelden drie spelers van hetzelfde seizoen tegen elkaar: Tom Waes, Kobe Ilsen en Danira Boukhriss Terkessidis. Opmerkelijk was dat het een heruitgave was van de finale-aflevering van seizoen 13. Toen won Waes van Boukhriss Terkessidis in het finalespel en verloor Ilsen de aflevering. Nu gebeurde exact het tegenovergestelde. 
| Naam                         | Vorige deelname                    | Deelnames | Gewonnen |
| ---------------------------- | ---------------------------------- | --------- | -------- |
| Astrid Stockman              | 3e (seizoen 17)                    | 2         | 1        |
| Bart Cannaerts               | 4e (seizoen 10)                    | 17        | 9        |
| Boris Van Severen            | 4e (seizoen 16)                    | 1         | 0        |
| Dalilla Hermans              | 3e (seizoen 15)                    | 1         | 0        |
| Danira Boukhriss Terkessidis | 2e (seizoen 13)                    | 12        | 5        |
| Delphine Lecompte            | 3e (seizoen 18)                    | 4         | 2        |
| Ella Leyers                  | 2e (seizoen 18) / Meeste deelnames | 2         | 0        |
| Eva De Roo                   | 2e (seizoen 14)                    | 3         | 0        |
| Geert Meyfroidt              | 1e (seizoen 19)                    | 2         | 1        |
| Gert Verhulst                | 3e (seizoen 12)                    | 2         | 1        |
| Gilles De Coster             | 1e (seizoen 11)                    | 1         | 0        |
| Gilles Van Bouwel            | 1e (seizoen 14)                    | 3         | 0        |
| Jelle Cleymans               | 2e (seizoen 11)                    | 4         | 2        |
| Jeroom                       | 5e (seizoen 11)                    | 1         | 0        |
| Joke Emmers                  | 5e (seizoen 15)                    | 2         | 0        |
| Jonas Geirnaert              | 4e (seizoen 14)                    | 5         | 2        |
| Julie Colpaert               | 2e (seizoen 16)                    | 2         | 0        |
| Kobe Ilsen                   | 3e (seizoen 13)                    | 2         | 2        |
| Liesbeth Van Impe            | 4e (seizoen 18)                    | 4         | 3        |
| Lieven Scheire               | 1e (seizoen 17)                    | 1         | 0        |
| Lisa Smolders                | 4e (seizoen 11)                    | 1         | 0        |
| Lotte Vanwezemael            | 4e (seizoen 17)                    | 3         | 1        |
| Merol                        | 2e (seizoen 19)                    | 4         | 1        |
| Michèle Cuvelier             | 3e (seizoen 16)                    | 1         | 0        |
| Olga Leyers                  | 3e (seizoen 14)                    | 3         | 0        |
| Otto-Jan Ham                 | 3e (seizoen 10)                    | 2         | 1        |
| Prem Radhakishun             | 3e (seizoen 11)                    | 1         | 0        |
| Peter Van de Veire           | 1e (seizoen 16)                    | 1         | 0        |
| Rani De Coninck              | 5e (seizoen 16)                    | 1         | 0        |
| Riadh Bahri                  | 6e (seizoen 18)                    | 3         | 1        |
| Thomas Huyghe                | 2e (seizoen 17)                    | 2         | 0        |
| Tine Embrechts               | 18e (seizoen 19) / Hoogste score   | 1         | 0        |
| Tom Waes                     | 1e (seizoen 13)                    | 1         | 0        |
| Xavier Taveirne              | 1e (seizoen 15)                    | 1         | 0        |

| Kleurlegenda                   |
| ------------------------------ |
| Geplaatst voor de finaleweken  |
| Opgevist voor de finaleweken.  |
| Speelt door in de finaleweken. |

### Finaleweken
Danira Boukhriss overleefde de laatste reguliere aflevering van het seizoen en eindigde zo op de tweede plaats in het klassement. Hierdoor mocht Lotte Vanwezemael deelnemen als negende beste speler. Op maandag van de tweede finaleweek speelden ook drie spelers van hetzelfde seizoen tegen elkaar: Liesbeth Van Impe, Delphine Lecompte en Riadh Bahri. Zij namen alle drie deel in seizoen 18.
| Terugkeer   | Naam              | Deelnames | Gewonnen | Eindrank |
| ----------- | ----------------- | --------- | -------- | -------- |
| 8           | Bart Cannaerts    | 1         | 0        | Zilver   |
| 7           | Danira Boukhriss  | 2         | 1        | Goud     |
| 6           | Jonas Geirnaert   | 1         | 0        | 5e       |
| 5           | Liesbeth Van Impe | 4         | 3        | Brons    |
| 4           | Delphine Lecompte | 4         | 1        | 4e       |
| 3           | Jelle Cleymans    | 1         | 0        | 8e       |
| 2           | Merol             | 1         | 0        | 9e       |
| 1           | Riadh Bahri       | 5         | 1        | 6e       |
| 1           | Lotte Vanwezemael | 1         | 0        | 10e      |
| Speelt door | Kobe Ilsen        | 4         | 2        | 7e       |

## Afleveringen
| Afl         | Datum             | Kijkcijfers | Winnaar aflevering           | Winnaar eindspel   | Verliezer eindspel   |
| ----------- | ----------------- | ----------- | ---------------------------- | ------------------ | -------------------- |
| 1           | 5 september 2022  | 744.124     | Jonas Geirnaert              | Ella Leyers        | Jeroom               |
| 2           | 6 september 2022  | 805.454     | Gert Verhulst                | Jonas Geirnaert    | Ella Leyers          |
| 3           | 7 september 2022  | 646.619     | Delphine Lecompte            | Jonas Geirnaert    | Gert Verhulst        |
| 4           | 8 september 2022  | 622.803     | Jonas Geirnaert              | Delphine Lecompte  | Boris Van Severen    |
| 5           | 12 september 2022 | 615.278     | Delphine Lecompte            | Eva De Roo         | Jonas Geirnaert      |
| 6           | 13 september 2022 | 682.159     | Jelle Cleymans               | Eva De Roo         | Delphine Lecompte    |
| 7           | 14 september 2022 | 652.063     | Bart Cannaerts               | Jelle Cleymans     | Eva De Roo           |
| 8           | 15 september 2022 | 677.544     | Jelle Cleymans               | Bart Cannaerts     | Lisa Smolders        |
| 9           | 19 september 2022 | 665.343     | Bart Cannaerts               | Joke Emmers        | Jelle Cleymans       |
| 10          | 20 september 2022 | 726.245     | Bart Cannaerts               | Gilles Van Bouwel  | Joke Emmers          |
| 11          | 21 september 2022 | 676.713     | Bart Cannaerts               | Gilles Van Bouwel  | Lieven Scheire       |
| 12          | 22 september 2022 | 611.693     | Lotte Vanwezemael            | Bart Cannaerts     | Gilles Van Bouwel    |
| 13          | 26 september 2022 | 664.786     | Bart Cannaerts               | Lotte Vanwezemael  | Prem Radhakishun     |
| 14          | 27 september 2022 | 704.323     | Bart Cannaerts               | Julie Colpaert     | Lotte Vanwezemael    |
| 15          | 28 september 2022 | 682.505     | Bart Cannaerts               | Thomas Huyghe      | Julie Colpaert       |
| 16          | 29 september 2022 | 708.266     | Liesbeth Van Impe            | Bart Cannaerts     | Thomas Huyghe        |
| 17          | 3 oktober 2022    | 623.967     | Liesbeth Van Impe            | Bart Cannaerts     | Peter Van de Veire   |
| 18          | 4 oktober 2022    | 680.410     | Liesbeth Van Impe            | Bart Cannaerts     | Dalilla Hermans      |
| 19          | 5 oktober 2022    | 685.133     | Astrid Stockman              | Bart Cannaerts     | Liesbeth Van Impe    |
| 20          | 6 oktober 2022    | 600.723     | Geert Meyfroidt              | Bart Cannaerts     | Astrid Stockman      |
| 21          | 10 oktober 2022   | 655.476     | Bart Cannaerts               | Danira Boukhriss   | Geert Meyfroidt      |
| 22          | 11 oktober 2022   | 693.677     | Bart Cannaerts               | Danira Boukhriss   | Gilles De Coster     |
| 23          | 12 oktober 2022   | 723.269     | Danira Boukhriss             | Olga Leyers        | Bart Cannaerts       |
| 24          | 13 oktober 2022   | 595.683     | Danira Boukhriss             | Olga Leyers        | Michèle Cuvelier     |
| 25          | 17 oktober 2022   | 602.423     | Riadh Bahri                  | Danira Boukhriss   | Olga Leyers          |
| 26          | 18 oktober 2022   | 602.610     | Danira Boukhriss             | Riadh Bahri        | Tine Embrechts       |
| 27          | 19 oktober 2022   | 709.490     | Danira Boukhriss             | Merol              | Riadh Bahri          |
| 28          | 20 oktober 2022   | 666.918     | Danira Boukhriss             | Merol              | Xavier Taveirne      |
| 29          | 24 oktober 2022   | 703.182     | Merol                        | Danira Boukhriss   | Rani De Coninck      |
| 30          | 25 oktober 2022   | 700.288     | Otto-Jan Ham                 | Danira Boukhriss   | Merol                |
| 31          | 26 oktober 2022   | 753.276     | Kobe Ilsen                   | Danira Boukhriss   | Otto-Jan Ham         |
| 32          | 27 oktober 2022   | 710.267     | Kobe Ilsen                   | Danira Boukhriss   | Tom Waes             |
| Finaleweken |                   |             |                              |                    |                      |
| 33          | 31 oktober 2022   | 744.039     | Riadh Bahri                  | Kobe Ilsen         | Lotte Vanwezemael    |
| 34          | 1 november 2022   | 780.884     | Kobe Ilsen                   | Riadh Bahri        | Merol                |
| 35          | 2 november 2022   | 660.646     | Kobe Ilsen                   | Riadh Bahri        | Jelle Cleymans       |
| 36          | 3 november 2022   | 754.547     | Delphine Lecompte            | Riadh Bahri        | Kobe Ilsen           |
| 37          | 7 november 2022   | 765.360     | Liesbeth Van Impe            | Delphine Lecompte  | Riadh Bahri          |
| 38          | 8 november 2022   | 830.701     | Liesbeth Van Impe            | Delphine Lecompte  | Jonas Geirnaert      |
| 39          | 9 november 2022   | 855.376     | Liesbeth van Impe            | Danira Boukhriss   | Delphine Lecompte    |
| Finale      | Finale            |             | Allerslimste Mens ter Wereld | Verliezer eindspel | Verliezer aflevering |
| 40          | 10 november 2022  | 1.018.549   | Danira Boukhriss             | Bart Cannaerts     | Liesbeth van Impe    |

## Jury
De jury bestond uit twee juryleden, geselecteerd uit een groep van mogelijke juryleden. Jeroom was dit seizoen zowel kandidaat als jurylid. Door hun deelname aan deze speciale editie van de quiz keerden Bart Cannaerts, Jonas Geirnaert, Ella Leyers en Gert Verhulst dit jaar niet terug als vaste juryleden. Vier juryleden keerden terug na een lange afwezigheid: Élodie Ouédraogo voor het eerst sinds seizoen 9 (2011), Steven Van Herreweghe en William Boeva voor het eerst sinds seizoen 12 (2014) en Pedro Elias voor het eerst sinds seizoen 16 (2018). 
| Jurylid                  | Aflevering                 |
| ------------------------ | -------------------------- |
| Pedro Elias              | 2, 15, 20, 22, 26, 32, 37  |
| Jan Jaap van der Wal     | 11, 15, 17, 23, 31, 35, 39 |
| Bockie De Repper         | 3, 5, 28, 36, 38           |
| Sven De Leijer           | 8, 10, 13, 21, 25          |
| James Cooke              | 1, 6, 26, 39               |
| Rik Verheye              | 2, 7, 9, 24                |
| Philippe Geubels         | 3, 13, 27, 33              |
| Herman Brusselmans       | 4, 16, 20, 37              |
| Jeroen van Koningsbrugge | 4, 19, 29, 34              |
| Jelle De Beule           | 7, 11, 25, 32              |
| Barbara Sarafian         | 8, 14, 19, 38              |
| Jennifer Heylen          | 12, 16, 36, 40             |
| William Boeva            | 6, 18, 30                  |
| Amelie Albrecht          | 17, 28, 35                 |
| Jeroom                   | 27, 34, 40                 |
| Margriet Hermans         | 5, 29                      |
| Maaike Cafmeyer          | 9, 31                      |
| Serine Ayari             | 10, 18                     |
| Wim Helsen               | 12, 22                     |
| Stefaan Degand           | 14, 23                     |
| Steven Van Herreweghe    | 21, 30                     |
| Élodie Ouédraogo         | 1                          |
| Wim Opbrouck             | 24                         |
| Koen De Bouw             | 33                         |

## Trivia
- Jeroom was dit seizoen zowel kandidaat (aflevering 1) als jurylid (aflevering 27, 34 en 40).